# 인천스마트
인천스마트(영어: Incheon Smart)는 인천광역시의 시내버스 회사이며, 간선형 시내버스를 보유하고 있으며, 차고지 및 사무실은 인천광역시 중구 축항대로86번길 135 (항동7가)에 있다.

## 주요 연혁
- 1992년 7월 11일: 용현운수 설립
- 1992년: 남구 1번 마을버스 인하대학교 - 주안역 운행노선으로 용현운수로 낙찰
- 1993년: 인하대학교 - 제물포역으로 운행하는 남구 2번 마을버스를 신설개통하였다.
- 1995년: 병무청-신기촌-주안역으로 운행하는 남구 6번 마을버스를 신설개통하였다.
- 1997년: 남구 6번 마을버스를 신동아교통에 매각하였다.
- 2000년: 인천시내버스 2차 적자노선인 9, 20, 27, 49, 67, 99번 노선 배정받아 계열사 인천버스 설립
- 2000년 12월: 20번 시내버스 (당시 연수구 동춘동 - 인천터미널)폐선하여, 노선을 소래-백운역으로 20번 시내버스를 재개통하였다.
- 2001년 5월: 9번 (연수구 동춘동 - 동인천역), 49번 (원창동 - 만의골), 99번 (소암 - 독정이)노선을 폐선하였다.
- 2001년 10월: 영종운수로부터 5번 시내버스(前 가좌주공아파트-제물포역-인천역-제물포역-주안역-인하대학교)를 인수받아 운행하였다.
- 2001년 11월: 대진운수로부터 38번 시내버스 인수받아 운행하였다.
- 2002년 1월: 67번 시내버스를 부일운수로 매각하였다.
- 2002년: 강인여객으로부터 22번 시내버스를 인수 받아 용현운수로의 사명으로 간선버스로 진출하였다.
- 2002년: 마을버스 남구 1번과 남구 2번 노선을 511번과 512번으로 새로 부여받아 운행하였다.
- 2002년 12월: 제물포버스로부터 21번 시내버스를 인수받아 운행하였다.
- 2003년: 남동공단 순환버스 사업자로 선정되어 751번, 752번, 753번 버스를 낙찰받아 운행하였다.
- 2003년: 22번 시내버스와 인천버스를 계열분리하여 스위트버스에 매각하였고 (現 원진운수), 용현운수 노선을 재정비하였다.
- 2004년: 지선버스 511번을 인천광역시 지선버스 최초로 대형버스를 도입하여 운행하였다.
- 2004년: 강인여객으로부터 710번 노선을 인수하여 운행하였으나, 2005년 다시 강인여객으로 재매각하였다.[1]
- 2005년 5월: 남동공단 순환버스를 부평버스 (現 태양여객)에 매각하였다.
- 2006년 1월: 5번 시내버스를 5번 (前 가좌주공아파트 - 제물포역 - 인천역 - 제물포역 - 주안역)과 5-1번 (인하대학교 - 신기촌 - 주안역)으로 분리하여 운행하였다.
- 2006년: 경기도 시흥 월곶포구 시내버스 노선연장으로 21-1번 시내버스 노선을 신설 개통하였다.
- 2009년 1월 30일: 인천시내버스 준공영제 개시와 더불어 5번 시내버스(前 가좌주공아파트-제물포역-인천역-주안역)노선을 폐선하였다.
- 2012년 4월 3일: 511번, 512번을 성민버스에 매각하였고, 754번, 754-1번도 하이버스에 매각하였다.
- 2013년 4월 1일: 서창2지구 - 선학역 - 인천터미널 - 인천시청 구간을 운행하는 38-1번 노선이 신설운행하였다.
- 2013년 7월 22일: 5번 시내버스 (인하대병원 - 인하대학교 - 학익동 - 인천터미널 - 도림동 - 서창지구)를 신설개통과 21번 시내버스 노선일부변경과 38-1번 시내버스 노선이 폐선하였다.
- 2015년 3월 18일 : 20번 시내버스를 부평4거리에서 백운역 - 2001아울렛 - 부원중학교 - 부평역 - 진선미예식장 - 부평시장으로 연장하여 지금 현재 운행중이다.
- 2015년 10월 12일 ~ 2016년 2월 21일: 파행운행으로 면허가 취소된 인천여객의 4번 시내버스를 공동배차 운행하였다.
- 2016년 7월 30일: 인천시내버스 개편으로 5번, 5-1번, 20번, 21번, 38번 노선변경, 27번 노선연장 , 21-1번 시내버스는 폐선이 결정되었다.
- 2017년 7월 22일: 시내버스 노선 재개편으로 27번 노선이 연안부두 국제여객터미널에서 인하대병원으로 노선이 단축되었다.
- 2018년 2월 19일: 회사명을 용현운수 합자회사에서 인천스마트 합자회사로 명칭을 변경. 이인철 대표사원 퇴사, 안종태 대표사원 취임.
- 2018년 12월 1일: 5번 시내버스 노선이 운연역에서 서해선 통근 전철과의 환승 연계를 위해 신천역으로 변경 및 연장하여 운행한다.
- 2019년 6월 11일: 안종태 대표사원 퇴사, 민경덕 대표사원 취임.
- 2020년 1월 2일: 본점을 인천광역시 미추홀구 아암대로287번길에서 서구 보도진로54번길로 이전.
- 2020년 12월 31일: 인천시내버스 개편으로 20번 종점변경및 27,38번은 기점과 종점 변경 운행한다.
- 2021년 2월 24일: 본점을 인천광역시 서구 보도진로54번길에서 중구 축항대로86번길로 이전.

## 운행 노선

### 간선버스

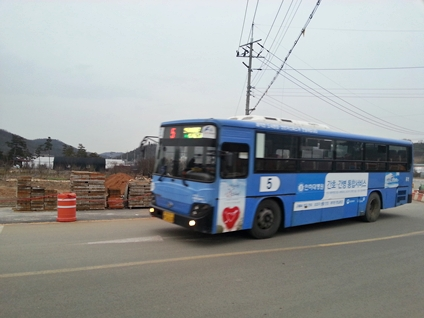
인천 시내버스 5번

- ● 5번: 시흥시 신명아파트 - 신천역 (신천사거리) - 운연역 - 서창도서관입구 - 구월아시아드아파트 - 남인천세무서 - 인천종합버스터미널(롯데백화점) - 인하대역, 홈플러스 - 인하대학교 - 옹진군청 - 인하대병원 - 용현초등학교 (2009년 1월 30일 폐선된 5번과는 관련 없음)[2]
- ● 5-1번: 용현초등학교 - 토지금고 - 백운주택 - 금호2차 아파트 - 옹진군청 - 윤성아파트 - 신창아파트 - 동부대우전자 - 인하대역, 홈플러스 - 인하대학교 - 장미아파트, 인하공업전문대학 - 학익4거리 - 학익시장 - 학익2동 주민센터 - 주안3동 주민센터 - 주안7동 주민센터 - 로얄아파트 - 신기4거리 - 제흥시장 - 귀빈예식장 - 시민공원 (교보빌딩) - 주안역 버스 환승센터
- ● 20번: 소래포구역 - 소래포구 - 소래포구입구 - 논현지구 - 논현초등학교 - 신영지웰아파트 903동 - 청능로 4거리 - 논현 7단지 - 5단지 - 1, 2단지 - 도림고등학교 - 도림지구 - 남촌동 - 풍림아파트 - 예절원 - 소구월사거리 - 모래내시장 - 태화아파트 - 묘지앞 - 부평4거리 - 신촌현대A - 부평역 - 한남프라자 - 백운역 - 부평현대아파트 - 인평자동차고 - 문화교회 (2020년 12월 31일 노선 연장)
- ● 21번: 서창공영차고지 - 서창1.2지구 - 구월아시아드아파트 - 남인천세무서 - 인천종합버스터미널(롯데백화점) - 예술회관역 - 석바위 - 시민공원 - 주안역 - 제물포역 - 송현동 - 동인천역 - 화평동 - 화도진공원 - 만석비치타운
- ● 27번: 항동7가버스차고지 - 연안부두 - 인하대후문 - 주안7동행정복지센터 - 롯데백화점(인천터미널) - 구월아시아드6단지 - 작은구월사거리 - 남동구청 - 남동중학교 - 도림주공 - 청릉로사거리 - 논현초등학교 - 소래포구입구 - 월곶풍림아파트3차
- ● 38번: 서창공영차고지 - 서창1지구 - 도림동 - 논현지구 - 청능로사거리 - 남촌풍림아파트 - 롯데백화점(인천터미널) - 석바위시장 - 주안역 - (구)시민회관사거리 - 독정이고개 - 인하대역(3번출구) - 옹진군청 - 유원아파트 - 미추홀퍼스트3단지 - 유원아파트

## 차량 현황
전 차량이 BYD eBus-11과 뉴 슈퍼 에어로시티로 운행한다.